# Assar Rönnlund
Bernt Assar Rönnlund (Sävar, 3 settembre 1935 – Umeå, 5 gennaio 2011) è stato un fondista svedese.

## Palmarès

### Olimpiadi invernali
- Oro a Innsbruck 1964 nella staffetta 4x10 km.
- Argento a Innsbruck 1964 nei 50 km.
- Argento a Grenoble 1968 nella staffetta 4x10 km.

### Mondiali
- Oro a Zakopane 1962 nei 15 km.
- Oro a Zakopane 1962 nella staffetta 4x10 km.
- Argento a Zakopane 1962 nei 50 km.